# ماریلین چیانگ
ماریلین چیانگ (به انگلیسی: Marylyn Chiang) (زاده ۱۹۷۷) (زادهٔ) شناگر اهل کانادا است.